# Cenerentola (film 1913)
Cenerentola è un mediometraggio muto italiano del 1913 diretto da Eleuterio Rodolfi.

## Produzione
Il film fu prodotto dalla Società Anonima Ambrosio.

## Distribuzione
Distribuito dalla Società Anonima Ambrosio, il film uscì nelle sale cinematografiche italiane nel novembre 1913. Copia della pellicola è stata restaurata nel 1990.

### Data uscite
- Francia Le Roman d'une actrice cinématographique 14 novembre 1913[1]
- USA Cinderella dicembre 1913[1]
- UK A Modern Cinderella 29 dicembre 1913[1]